# 송노피오라네주

송노피오라네주의 위치

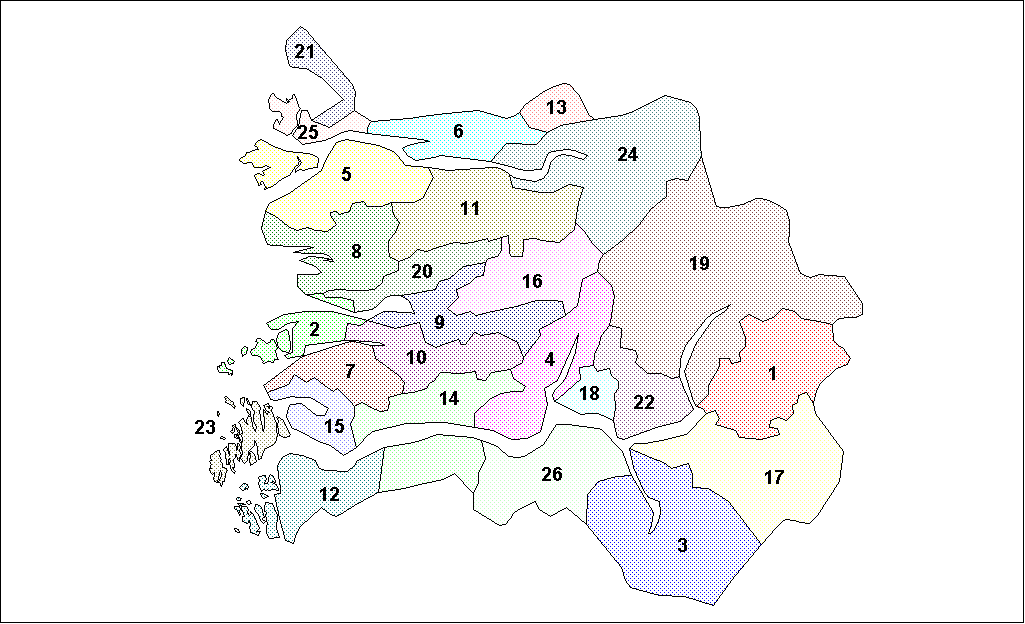
송노피오라네주의 지방 자치체

송노피오라네주(노르웨이어: Sogn og Fjordane fylke)는 노르웨이 서부에 위치했던 폐지된 주이다. 주도는 레이캉에르이며 면적은 18,623km2, 인구는 112,300명(2013년 기준), 인구 밀도는 6명/km2이다. 북쪽으로는 뫼레오그롬스달주, 동쪽으로는 오플란주, 남동쪽으로는 부스케루주, 남쪽으로는 호르달란주, 서쪽으로는 북해와 접한다. 26개 지방 자치체를 관할했다.
2020년 1월 1일부로 호르달란주와 통폐합되어 베스틀란주가 신설되면서 폐지되었다.

송노피오라네주의 문장

## 송네 피오르
송네 피오르는 세계에서 가장 긴 피오르로 총길이 205km, 깊이는 약 1300m에 이른다. 빙하 시대에 빙하의 압력으로 깎여진 U자형 협곡으로 계곡 상단에서 떨어지는 길이 93m인 키오스포스 폭포는 북극의 오로라를 연상시킬 정도로 환상적이다.

## 인구
| 연도                      | 인구    | ±%    |
| ------------------------- | ------- | ----- |
| 1951                      | 97,714  | —     |
| 1961                      | 99,957  | +2.3% |
| 1971                      | 100,933 | +1.0% |
| 1981                      | 105,924 | +4.9% |
| 1991                      | 106,614 | +0.7% |
| 2001                      | 107,590 | +0.9% |
| 2011                      | 107,742 | +0.1% |
| Source: Statistics Norway |         |       |